# Ceratohister demotus
Ceratohister demotus är en skalbaggsart som först beskrevs av Michael S. Caterino 2000.  Ceratohister demotus ingår i släktet Ceratohister och familjen stumpbaggar. Inga underarter finns listade i Catalogue of Life.